# Pleugueneuc
Pleugueneuc est une commune française située dans le département d'Ille-et-Vilaine en région Bretagne, peuplée de 2 063 habitants.

## Géographie
Pleugueneuc est situé dans le département d'Ille-et-Vilaine à proximité de la route nationale 137 entre Rennes, à 40 km au nord, et Saint-Malo, à 33 km au sud.
Le climat est océanique, comme dans tout l'ouest de la France.
Le sous-sol de la commune est constitué de roches granitiques.
Le territoire est séparé de celui de Saint-Domineuc par le Linon.

### Communes limitrophes
|           | Saint-Pierre-de-Plesguen (Mesnil-Roc'h) |                            |
| Plesder   | Pleugueneuc                             | Meillac                    |
| Trévérien | Saint-Domineuc                          | La Chapelle-aux-Filtzméens |

### Hydrographie
Pour un article plus général, voir Réseau hydrographique d'Ille-et-Vilaine.
La commune est située dans le bassin Loire-Bretagne. Elle est drainée par le Linon, la Donac, le Tertre Guy, le Tertrais,,.
Le Linon, d'une longueur de 36 km, prend sa source dans la commune de Trémeheuc et se jette  dans la Rance à Évran, après avoir traversé neuf communes. 
La Donac, d'une longueur de 18 km, prend sa source dans la commune de Dingé et se jette  dans le Canal d'Ille-et-Rance  sur la commune, après avoir traversé sept communes. 
Le Tertre Guy, d'une longueur de 17 km, prend sa source dans la commune de Mesnil-Roc'h et se jette  dans le Meleuc à Plerguer, après avoir traversé quatre communes. 

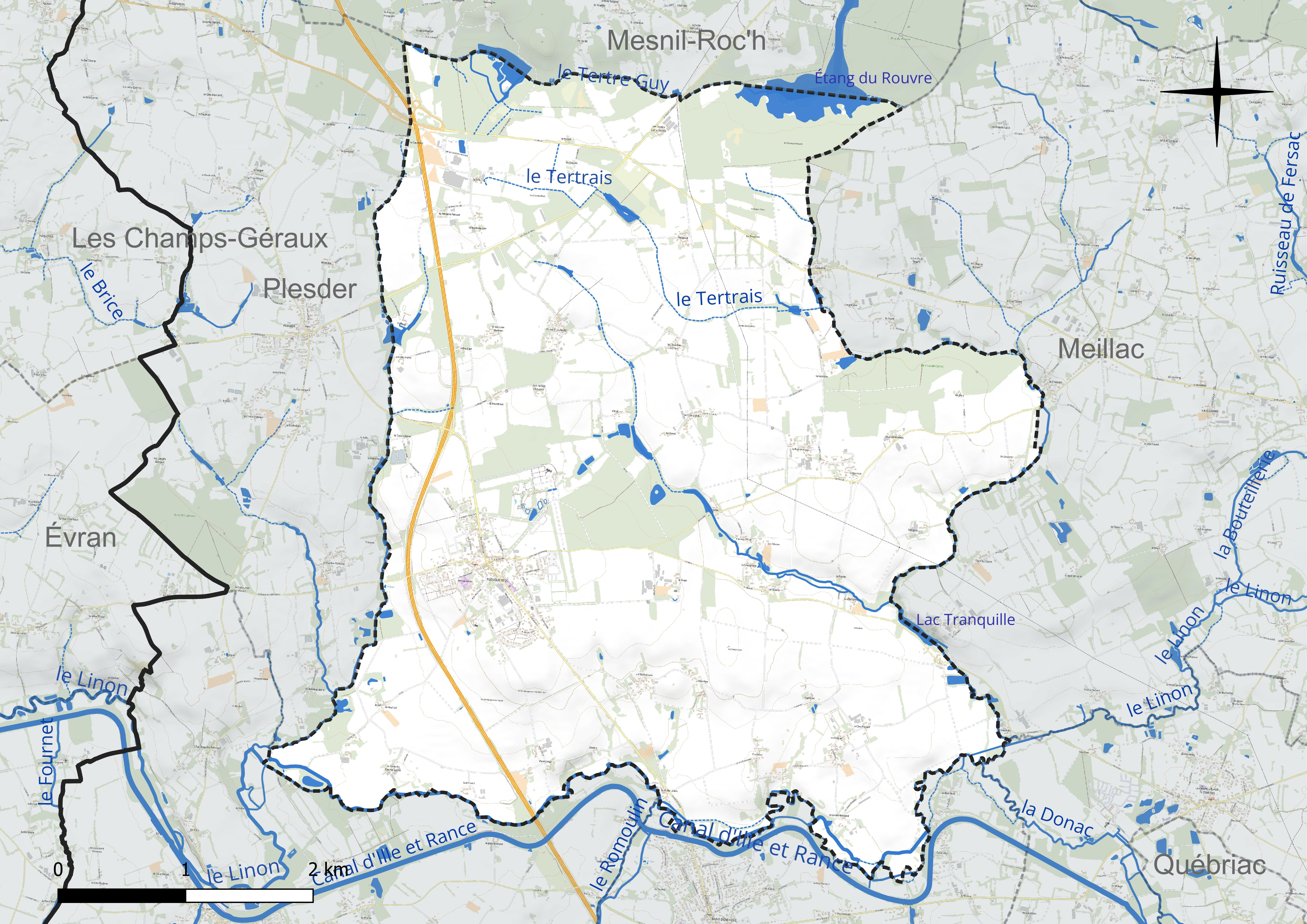
Réseau hydrographique de Pleugueneuc.

Deux plans d'eau complètent le réseau hydrographique : le lac Tranquille, d'une superficie totale de 27,9 ha (7,99 ha sur la commune) et l'étang du Rouvre, d'une superficie totale de 33 ha (15,5 ha sur la commune),.

### Climat
Pour des articles plus généraux, voir Climat de la Bretagne et Climat d'Ille-et-Vilaine.
En 2010, le climat de la commune est de type climat océanique altéré, selon une étude du CNRS s'appuyant sur une série de données couvrant la période 1971-2000. En 2020, Météo-France publie une typologie des climats de la France métropolitaine dans laquelle la commune est exposée à un climat océanique et est dans la région climatique  Bretagne orientale et méridionale, Pays nantais, Vendée, caractérisée par une faible pluviométrie en été et une bonne insolation. Parallèlement l'observatoire de l'environnement en Bretagne publie en 2020 un zonage climatique de la région Bretagne, s'appuyant sur des données de Météo-France de 2009. La commune est, selon ce zonage, dans la zone « Intérieur Est », avec des hivers frais, des étés chauds et des pluies modérées.  
Pour la période 1971-2000, la température annuelle moyenne est de 11,3 °C, avec une amplitude thermique annuelle de 12,2 °C. Le cumul annuel moyen de précipitations est de 747 mm, avec 12,3 jours de précipitations en janvier et 6,6 jours en juillet. Pour la période 1991-2020, la température moyenne annuelle observée sur la station météorologique la plus proche, située sur la commune du Quiou à 9 km à vol d'oiseau, est de 11,6 °C et le cumul annuel moyen de précipitations est de 757,4 mm,. Pour l'avenir, les paramètres climatiques de la commune estimés pour 2050 selon différents scénarios d'émission de gaz à effet de serre sont consultables sur un site dédié publié par Météo-France en novembre 2022.

## Urbanisme

### Typologie
Au 1er janvier 2024, Pleugueneuc est catégorisée commune rurale à habitat dispersé, selon la nouvelle grille communale de densité à sept niveaux définie par l'Insee en 2022.
Elle est située hors unité urbaine. Par ailleurs la commune fait partie de l'aire d'attraction de Rennes, dont elle est une commune de la couronne,. Cette aire, qui regroupe 183 communes, est catégorisée dans les aires de 700 000 habitants ou plus (hors Paris),.

### Occupation des sols
L'occupation des sols de la commune, telle qu'elle ressort de la base de données européenne d'occupation biophysique des sols Corine Land Cover (CLC), est marquée par l'importance des territoires agricoles (83,6 % en 2018), en diminution par rapport à 1990 (85,2 %). La répartition détaillée en 2018 est la suivante : 
terres arables (47,1 %), zones agricoles hétérogènes (32,3 %), forêts (11,9 %), prairies (4,3 %), zones urbanisées (4 %), eaux continentales (0,5 %). L'évolution de l'occupation des sols de la commune et de ses infrastructures peut être observée sur les différentes représentations cartographiques du territoire : la carte de Cassini (XVIIIe siècle), la carte d'état-major (1820-1866) et les cartes ou photos aériennes de l'IGN pour la période actuelle (1950 à aujourd'hui).

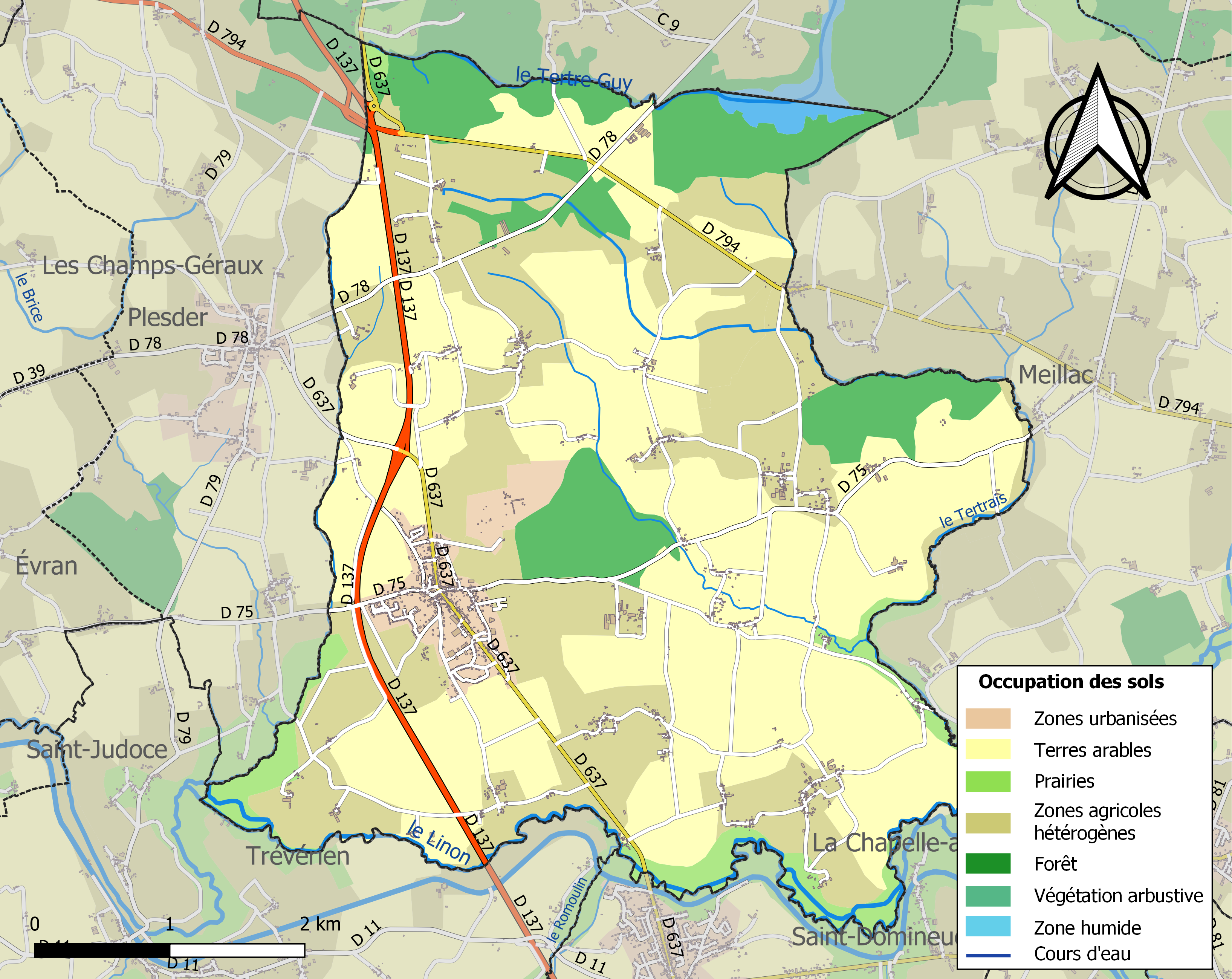
Carte des infrastructures et de l'occupation des sols de la commune en 2018 (CLC).

## Toponymie
Le nom de la localité est attesté sous les formes Plogonoio en 1095, Ploquenot en 1197, Plogoneuc au XIVe siècle, Pleugueneuf en 1513, Plougueneuc en 1516 et 1624, Plegonneux en 1630, Pleugneu en 1731.
Pleugueneuc vient du breton Plou qui signifie « paroisse » et de Guéhénoc du nom de son fondateur.
Le nom de la commune est Plegeneg en breton[réf. nécessaire].

## Histoire

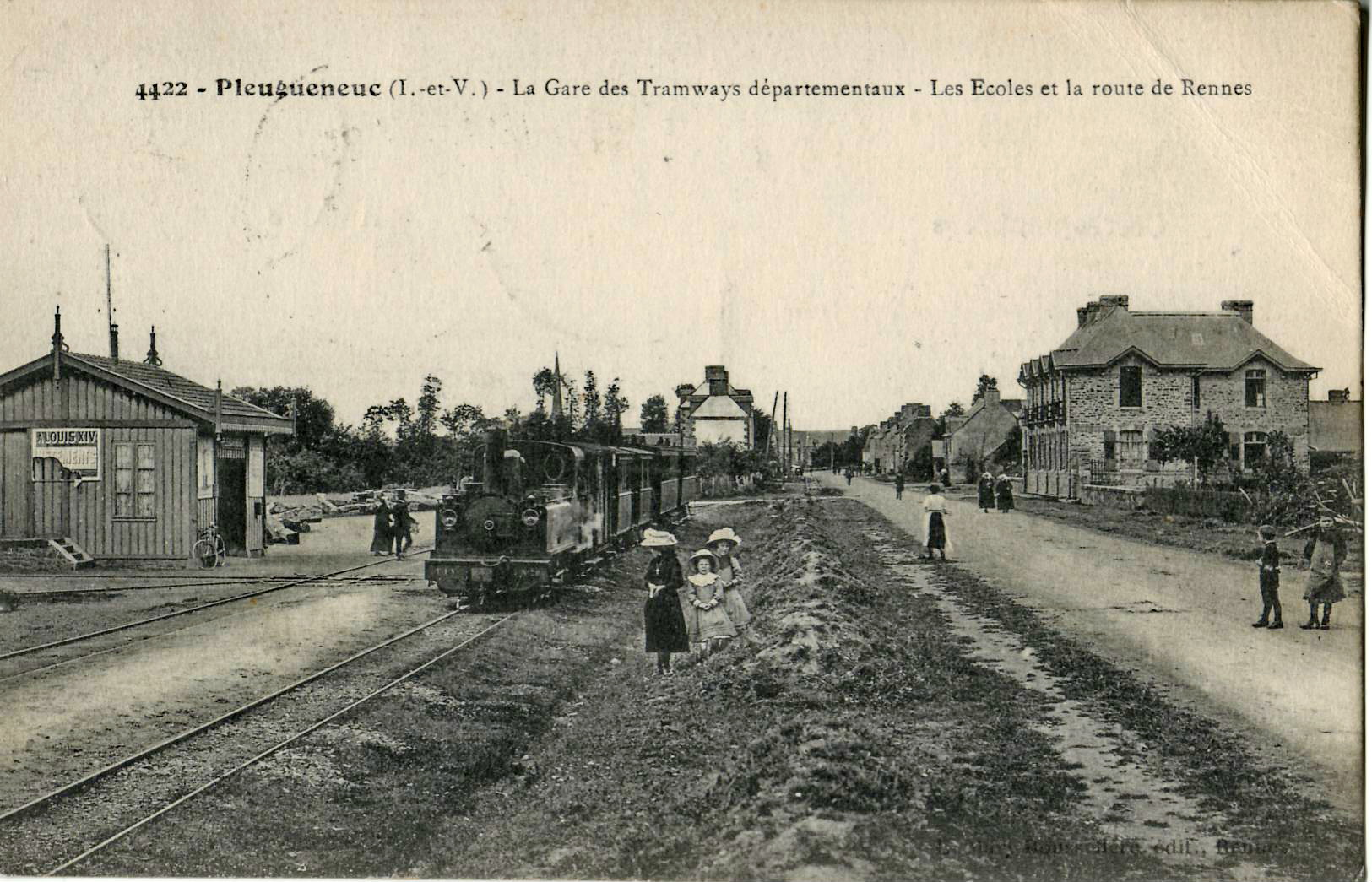
La commune était desservie par une ligne de chemin de fer secondaire à voie métrique des Tramways d'Ille-et-Vilaine reliant Rennes à Saint-Malo de 1901 à 1950.

La paroisse de Pleugueneuc faisait partie du doyenné de Dol relevant de l'évêché de Dol et était sous le vocable de Saint-Étienne.

## Politique et administration

### Rattachements administratifs et électoraux
Pleugueneuc appartient à l'arrondissement de Saint-Malo et au canton de Combourg depuis le redécoupage cantonal de 2014. Avant cette date, elle faisait partie du canton de Tinténiac.
Pour l'élection des députés, la commune fait partie de la troisième circonscription d'Ille-et-Vilaine, représentée depuis février 2020 par Claudia Rouaux (PS-NFP). Auparavant, elle a successivement appartenu à la circonscription de Saint-Malo (Second Empire), la 2e circonscription de Saint-Malo (IIIe République), la 6e circonscription (1958-1986) et la 2e circonscription (1988-2012).

### Intercommunalité
Depuis le 6 décembre 1995, Pleugueneuc appartient à la communauté de communes Bretagne Romantique. Cette intercommunalité a succédé à l'association pour le développement économique du Combournais puis au SIVOM des cantons de Combourg, Tinténiac et Pleine-Fougères, fondé en décembre 1979, auquel appartenait la commune.

### Administration municipale
Le nombre d'habitants au dernier recensement étant compris entre 1 500 et 2 499, le nombre de membres du conseil municipal est de 19 dont le maire et trois adjoints.

### Liste des maires
| Période                                  | Période                   | Identité                  | Étiquette          | Qualité |
| ---------------------------------------- | ------------------------- | ------------------------- | ------------------ | --- |
| ?                                        | ?                         | Charles-Marie de Lorgeril | Droite légitimiste | Propriétaire du château de la Bourbansais Conseiller général du canton de Tinténiac (1857 → 1871)                                        |
| 1886                                     | ?                         | Charles de Lorgeril       | Droite             | Propriétaire du château de la Bourbansais Député d'Ille-et-Vilaine (1889 → 1893) Conseiller général du canton de Tinténiac (1889 → 1895) |
| 1897                                     | 1919                      | Henri de France           |                    | |
| 1919                                     | 29 février 1932 (décès)   | Henri Yris                |                    | |
| mars 1932                                | juin 1942 (démission)     | Alphonse Simon            | Rad.               | Agriculteur Conseiller général du canton de Tinténiac (1925 → 1937)                                                                      |
| Les données manquantes sont à compléter. |                           |                           |                    | |
| 1944                                     | 1951                      | Albert Jambon             |                    | |
| 3 août 1951                              | 28 mars 1977              | Edmond Harand (1906-1995) |                    | Cultivateur, maire honoraire (1977) |
| 28 mars 1977                             | 24 mars 2001              | Georges Masson,           |                    | Transporteur |
| 24 mars 2001                             | 29 mars 2014              | André Blanchard           | DVG                | Professeur de lycée professionnel, maire honoraire (2014) Premier adjoint (1989 → 2001)                                                  |
| 29 mars 2014                             | En cours (au 26 mai 2020) | Loïc Régeard              | DVG                | Agriculteur Président de la CC Bretagne Romantique (depuis 2020)                                                                         |
| Les données manquantes sont à compléter. |                           |                           |                    | |

## Démographie
L'évolution du nombre d'habitants est connue à travers les recensements de la population effectués dans la commune depuis 1793. Pour les communes de moins de 10 000 habitants, une enquête de recensement portant sur toute la population est réalisée tous les cinq ans, les populations de référence des années intermédiaires étant quant à elles estimées par interpolation ou extrapolation. Pour la commune, le premier recensement exhaustif entrant dans le cadre du nouveau dispositif a été réalisé en 2006.
En 2022, la commune comptait 2 063 habitants, en évolution de +10,32 % par rapport à 2016 (Ille-et-Vilaine : +5,46 %, France hors Mayotte : +2,11 %).
| 1793  | 1800  | 1806  | 1821  | 1831  | 1836  | 1841  | 1846  | 1851  |
| ----- | ----- | ----- | ----- | ----- | ----- | ----- | ----- | ----- |
| 1 360 | 1 398 | 1 418 | 1 453 | 1 693 | 1 563 | 1 589 | 1 669 | 1 676 |

| 1856  | 1861  | 1866  | 1872  | 1876  | 1881  | 1886  | 1891  | 1896  |
| ----- | ----- | ----- | ----- | ----- | ----- | ----- | ----- | ----- |
| 1 759 | 1 843 | 1 915 | 1 941 | 2 000 | 2 074 | 2 020 | 1 991 | 1 937 |

| 1901  | 1906  | 1911  | 1921  | 1926  | 1931  | 1936  | 1946  | 1954  |
| ----- | ----- | ----- | ----- | ----- | ----- | ----- | ----- | ----- |
| 1 859 | 1 882 | 1 938 | 1 699 | 1 678 | 1 649 | 1 523 | 1 485 | 1 421 |

| 1962  | 1968  | 1975  | 1982  | 1990  | 1999  | 2006  | 2011  | 2016  |
| ----- | ----- | ----- | ----- | ----- | ----- | ----- | ----- | ----- |
| 1 365 | 1 232 | 1 151 | 1 103 | 1 132 | 1 283 | 1 537 | 1 696 | 1 870 |

| 2021  | 2022  | - | - | - | - | - | - | - |
| ----- | ----- | - | - | - | - | - | - | - |
| 2 018 | 2 063 | - | - | - | - | - | - | - |

## Économie
La commune est essentiellement rurale mais comporte quelques entreprises :
- Établissement Glory ;
- Transports Masson;
- LAS du Biclou

## Culture locale et patrimoine

### Lieux et monuments

#### Châteaux

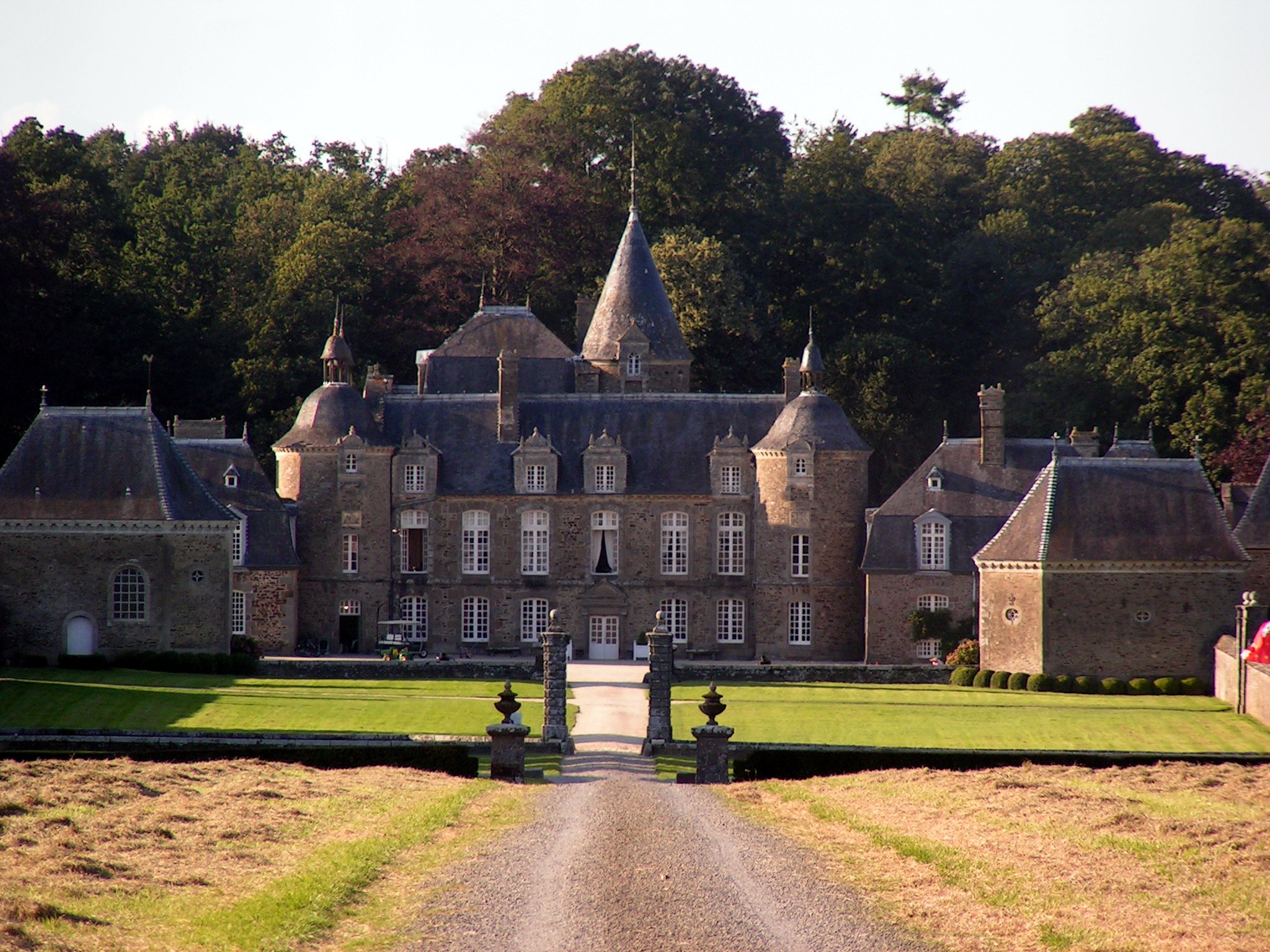
Le château de la Bourbansais.

Pleugueneuc compte plusieurs châteaux dont le château de la Bourbansais. Construits sur des vestiges gallo-romains à la fin du XVIe siècle, le château et ses jardins à la française sont classés monument historique depuis 1959.
Un parc zoologique jouxte le château. Des spectacles de fauconnerie et de meutes de chiens complètent la visite du château et du zoo.
Le château de la Motte Beaumanoir est situé sur les communes de Pleugueneuc et de Plesder. Il fut construit au XVe siècle par la famille Bouvier.
Un autre château se situe sur la commune : le château du Gage, construit au XIXe siècle.

#### L'église

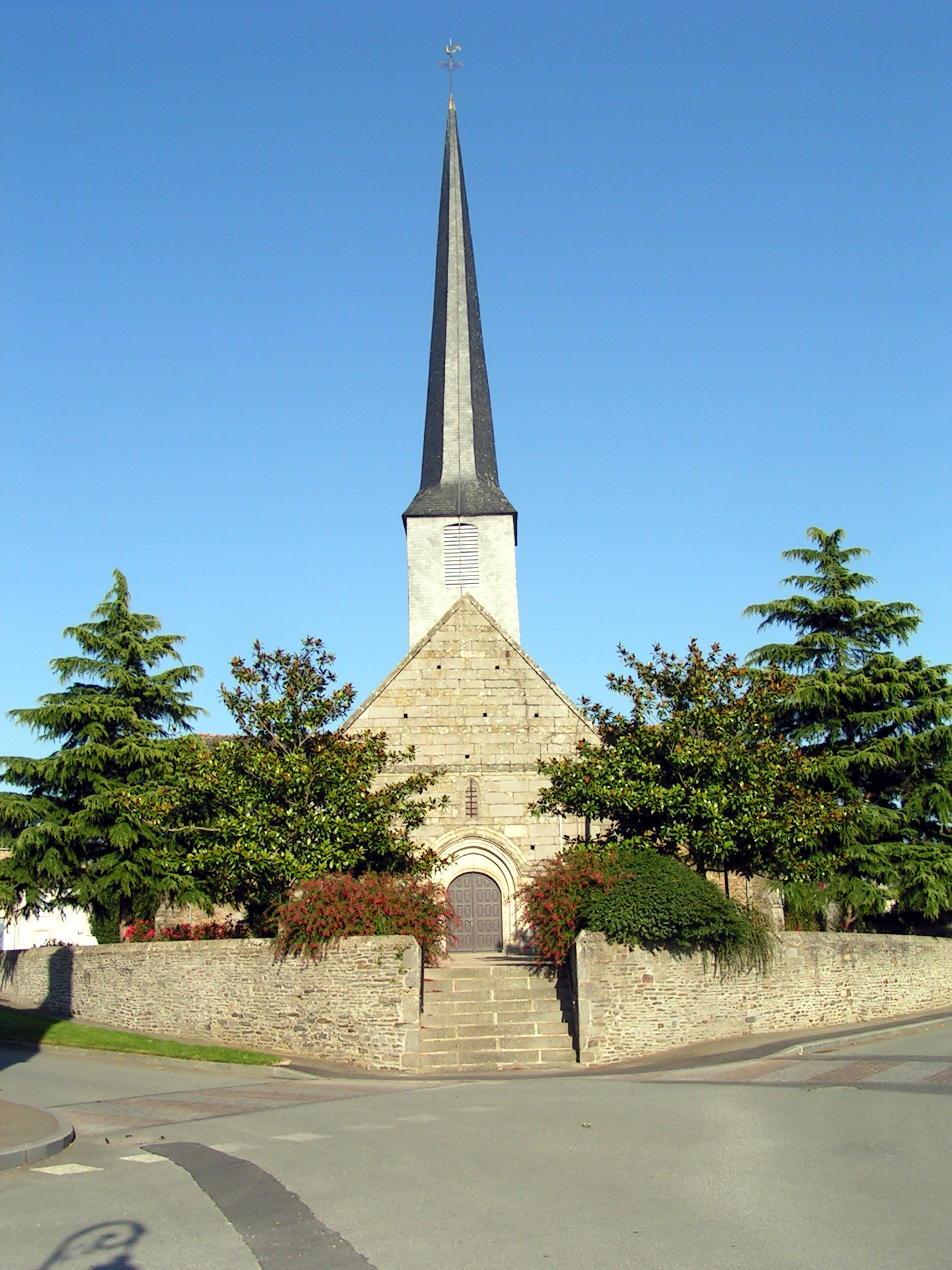
L'église Saint-Étienne.

L'église paroissiale Saint-Étienne respecte un plan en croix latine. Les matériaux utilisés pour le gros-œuvre reflètent la géologie de la région avec du schiste et du granite, tout comme la couverture en ardoise. La nef et la façade ouest sont du XVe siècle. Le transept et le chœur actuels sont édifiés en 1841.
Les éléments remarquables de l'église sont l'autel, le dais d'autel et deux statues d'époque Louis XV. L'un des curés de campagne, Eugène Brune, s'est occupé de ses paroissiens dès 1965 avant d'être muté sur la commune de Saint-Jouan-des-Guérets. Il avait été l'animateur principal du cinéma Le Drapeau de Fougères. Il est aussi descendant de Robert Surcouf[réf. nécessaire].

#### Croix et calvaires
On retrouve sur le territoire communal de nombreuses croix et calvaires dont la Croix chaude (près du cimetière) ou encore le calvaire du Terte Vilet.

### Personnalités liées à la commune
- Louis de Lorgeril (1778-1843) : maire de Rennes de 1821 à 1830, conseiller général de 1811 à 1831 et député de 1828 à 1830.
- Charles de Lorgeril (1849-1897) : homme politique, maire de Pleugueneuc.